# وینسنت لو بارون
وینسنت لو بارون (انگلیسی: Vincent Le Baron؛ زادهٔ ۱۰ ژوئن ۱۹۸۹) بازیکن فوتبال اهل فرانسه است.
از باشگاه‌هایی که در آن بازی کرده‌است می‌توان به باشگاه فوتبال ونس اشاره کرد.
وی همچنین در تیم ملی فوتبال Brittany بازی کرده‌است.